# Vilagut
Vilagut (en catalán y oficialmente, Vilaüt) es una entidad de población del municipio español de Pau de la provincia de Gerona. En el censo de 2006 tenía 10 habitantes. Está dentro del parque natural de las Marismas del Ampurdán, junto a la laguna de Vilagut.
El castillo, del que quedan pocas ruinas, estaba en terreno llano. Como defensa incluía un foso perimetral que se llenaba de agua.
La parte que se conserva parece corresponder a dos torres, construidas en los siglos XIII o XIV, hechas con piedra poco trabajada.

## Similitudes toponímicas
- Su nombre en catalán Vilaüt, con el pueblo de Villaute, de la provincia de Burgos. Ambos pueblos son pequeños y poseen una torre medieval.
- Con el despoblado de Villaux, ubicado en el municipio de Pedrosa del Páramo, en la provincia de Burgos.